# Света Параскева (Думбия)
Вижте пояснителната страница за други значения на Света Параскева.
„Света Параскева“ (на гръцки: Ἁγίας Παρασκευῆς) е православна църква в село Думбия, Халкидики, Гърция, част от Йерисовската, Светогорска и Ардамерска епархия. Храмът е построен в 1852 година. Църквата има ценни икони от XIX век, дело на майстори от Галатищката художествена школа както и руски антиминс от 1707 година.